# Fabian Lysell
Fabian Lysell (né le 19 janvier 2003 à Göteborg en Suède) est un joueur suédois de hockey sur glace. Il évolue à la position d'ailier droit.

## Biographie

### Jeunesse
Lysell commence sa carrière avec l'équipe des moins de 16 ans du Hovås HC dans la Division 2 et Division 1 en 2016-2017.
La saison suivante, il intègre le système de formation du Frölunda HC. Il remporte la médaille d’argent de la ligue SM en moins 16 ans pour sa première année, puis finit champion de la SM  moins de 16 ans et de la SM moins de 18 ans la saison suivante. La même année, il remporte le tournoi de la TV-Pucken, un tournoi regroupant les meilleurs joueurs de moins de 15 ans par équipe régionale.
En prévision du repêchage de 2021, la centrale de recrutement de la LNH le classe au neuvième rang des espoirs européens chez les patineurs. Il est finalement sélectionné au 21e rang par les Bruins de Boston.
Pour la saison 2021-2022, il traverse l’Atlantique pour jouer en Amérique du Nord. Il intègre la formation des Giants de Vancouver, évoluant dans la LHOu.

### En club
En 2020-2021, il rompt son contrat avec Frölunda, pour s’engager avec le Luleå HF. Il commence sa carrière professionnelle le 8 décembre 2020 lors d’une rencontre de SHL face au Rögle BK. Il enregistre son premier point, une passe, face à son ancien club, le Frölunda HC, le 7 janvier 2021. Son premier but est marqué face au Brynäs IF le 4 février 2021.

### En équipe nationale
Lysell représente la Suède au niveau international. Lors du défi mondial des moins de 17 ans en 2020, il aide sa nation à se classer 6e. Lors du championnat du monde moins de 18 ans en 2021, il remporte la médaille de bronze.

## Statistiques

### En club
| Saison    | Équipe               | Ligue           |    | Saison régulière | Saison régulière | Saison régulière | Saison régulière | Saison régulière |   | Séries éliminatoires | Séries éliminatoires | Séries éliminatoires | Séries éliminatoires | Séries éliminatoires |
| Saison    | Équipe               | Ligue           | PJ | B                | A                | Pts              | Pun              | PJ               | B | A                    | Pts                  | Pun                  |                      |                      |
| 2016-2017 | Hovås HC U16 2       | U16 Division 2  | 4  | 8                | 8                | 16               | 6                |                  |   |                      |                      |                      |                      |                      |
| 2016-2017 | Hovås HC U16         | U16 Division 1  | 21 | 23               | 30               | 53               | 12               |                  |   |                      |                      |                      |                      |                      |
| 2017-2018 | Frölunda HC U16 2    | U16 Division 1  | 2  | 3                | 6                | 9                | 29               |                  |   |                      |                      |                      |                      |                      |
| 2017-2018 | Frölunda HC U16      | U16 Elit        | 21 | 23               | 12               | 44               | 14               |                  |   |                      |                      |                      |                      |                      |
| 2017-2018 | Frölunda HC U16      | U16 SM          | 7  | 3                | 6                | 9                | 6                |                  |   |                      |                      |                      |                      |                      |
| 2017-2018 | Frölunda HC J18 2    | J18 Division 1  | 13 | 15               | 12               | 27               | 12               |                  |   |                      |                      |                      |                      |                      |
| 2018-2019 | Frölunda HC U16      | U16 Elit        | 14 | 22               | 17               | 39               | 26               |                  |   |                      |                      |                      |                      |                      |
| 2018-2019 | Frölunda HC U16      | U16 SM          | 7  | 12               | 16               | 28               | 12               |                  |   |                      |                      |                      |                      |                      |
| 2018-2019 | Frölunda HC J18      | J18 Elit        | 9  | 7                | 4                | 11               | 0                |                  |   |                      |                      |                      |                      |                      |
| 2018-2019 | Frölunda HC J18      | J18 Allsvenskan | 11 | 3                | 5                | 8                | 4                | 2                | 0 | 1                    | 1                    | 0                    |                      |                      |
| 2018-2019 | Göteborg             | TV-Pucken       | 6  | 6                | 8                | 14               | 2                |                  |   |                      |                      |                      |                      |                      |
| 2019-2020 | Frölunda HC J18      | J18 Elit        | 14 | 13               | 21               | 34               | 8                |                  |   |                      |                      |                      |                      |                      |
| 2019-2020 | Frölunda HC J18      | J18 Allsvenskan | 4  | 5                | 1                | 6                | 2                |                  |   |                      |                      |                      |                      |                      |
| 2019-2020 | Frölunda HC J20      | J20 Superelit   | 11 | 1                | 5                | 6                | 6                |                  |   |                      |                      |                      |                      |                      |
| 2020-2021 | Frölunda HC J20      | J20 Nationell   | 11 | 3                | 10               | 13               | 12               |                  |   |                      |                      |                      |                      |                      |
| 2020-2021 | Luleå HF             | SHL             | 26 | 2                | 1                | 3                | 8                |                  |   |                      |                      |                      |                      |                      |
| 2021-2022 | Giants de Vancouver  | LHOu            | 53 | 22               | 40               | 62               | 52               | 12               | 4 | 17                   | 21                   | 16                   |                      |                      |
| 2022-2023 | Bruins de Providence | LAH             | 54 | 14               | 23               | 37               | 46               | 3                | 0 | 1                    | 1                    | 4                    |                      |                      |

### En équipe nationale
| Année     | Équipe    | Compétition                      |   | PJ | B | A  | Pts | Pun                |  | Résultat |
| 2018-2019 | Suède U16 | International                    | 9 | 10 | 9 | 19 | 4   |                    |  |          |
| 2019-2020 | Suède U17 | International                    | 4 | 1  | 2 | 3  | 6   |                    |  |          |
| 2019-2020 | Suède U18 | International                    | 4 | 0  | 3 | 3  | 2   |                    |  |          |
| 2020      | Suède U17 | Défi mondial des moins de 17 ans | 5 | 5  | 2 | 7  | 6   | 6e place           |  |          |
| 2020-2021 | Suède U18 | International                    | 1 | 0  | 0 | 0  | 2   |                    |  |          |
| 2020      | Suède U18 | Championnat du monde - de 18 ans | 7 | 3  | 6 | 9  | 4   | Médaille de bronze |  |          |
| 2020-2021 | Suède U20 | International                    | 6 | 0  | 0 | 0  | 2   |                    |  |          |
| 2022      | Suède U20 | Championnat du monde junior      | 7 | 2  | 4 | 6  | 0   | Médaille de bronze |  |          |
| 2023      | Suède U20 | Championnat du monde junior      | 7 | 0  | 0 | 0  | 29  | Quatrième place    |  |          |

## Transactions
- Le 26 novembre 2020, il s'engage avec le Luleå HF[7].

- Le 25 janvier 2021, il prolonge avec le Luleå HF[8].

- Le 9 août 2021, il signe son contrat d'entrée avec les Bruins de Boston[9].

## Trophées et honneurs

### Trophées juniors
- 2017-2018
  - Vice-champion avec le Frölunda HC de la ligue SM en U16

- 2018-2019
  - Champion avec le Frölunda HC de la ligue SM en U16
  - Champion avec le Frölunda HC de la ligue SM en J18
  - Champion avec Göteborg de la TV-Pucken
  - Élu joueur le plus utile de la ligue SM en U16
  - Remporte le classement des aides des séries éliminatoires de la TV-Pucken
  - Remporte le classement par points des séries éliminatoires de la TV-Pucken